# Наверное, боги сошли с ума 3
«Наверное, боги сошли с ума 3» — кинофильм о путешествии китайцев к далёким от цивилизации бушменам. Другое название фильма — «Безумное сафари» (Crazy Safari).

## Сюжет
В пустыне Калахари неожиданно терпит крушение самолёт, направляющийся в Китай, на борту которого находится мумия китайского вампира. Племя бушменов находит мумию и использует по своему назначению. Сопровождающие мумию — праправнук умершего, которому семья поручила доставить тело предка в усыпальницу, и Мастер, который может управлять мумией: успокаивать с помощью жёлтой бумаги с заклинаниями и направлять колокольчиками. В поисках пропавшей мумии они также попадают к бушменам, столкнувшись по дороге со стаей обезьян, носорогом, львом, страусами, змеями и другими животными. Когда на бушменов нападают бандиты, ищущие алмазы, боевые способности мумии китайского вампира также оказываются очень кстати. В критический момент Мастер заклинаниями вселяет в бушмена (Нкъхау) дух Брюса Ли и с его помощью одерживает победу. Благодарные бушмены отдают улетающим домой китайцам мумию и кисет с необработанными алмазами.